# ودرفرد (تگزاس)
ودرفرد، تگزاس(به انگلیسی: Weatherford, Texas) شهری در ایالت تگزاس از ایالات جنوبی ایالات متحده آمریکا است. در سرشماری سال ۲۰۰۰، جمعیت این شهر ۱۹۰۰۰ نفر اعلام شد.